# Zanclorhynchus spinifer
Zanclorhynchus spinifer är en fiskart som beskrevs av Günther, 1880. Zanclorhynchus spinifer ingår i släktet Zanclorhynchus och familjen Congiopodidae. IUCN kategoriserar arten globalt som livskraftig. Inga underarter finns listade i Catalogue of Life.